# Unimog 421
L’Unimog 421 est un véhicule de la série Unimog de Mercedes-Benz. Daimler-Benz AG a construit un total de 18 995 unités à l’usine Mercedes-Benz de Gaggenau entre 1966 et 1989. L’Unimog 421 a comblé l’écart entre l’Unimog 411 et l’Unimog 406 et constitue ainsi le premier modèle de la gamme légère. Il était disponible avec un empattement court ou long et avec un seul essieu motrice.
Les véhicules de la gamme 421 sont visuellement très similaires à ceux des gammes 403 et 406, mais la version cabriolet semble plus trapue et plus étroite. La caractéristique d’identification la plus importante de la gamme 421 est l’entrée d’air, qui se trouve toujours sur le côté droit du capot. Structurellement, l’Unimog 421 est un mélange de plusieurs véhicules : la construction du châssis plat en échelle a été largement reprise de l’Unimog 411, et le concept d’un moteur de voiture ainsi que des essieux et des boîtes de vitesses proviennent également de l’Unimog 411. L’apparence est dérivée de l’Unimog 406.
L’Unimog 431 est dérivé de l’Unimog 421, fabriqué en Argentine pour le marché sud-américain entre 1969 et 1971. À cet effet, une série de 601 véhicules ouvert et une série de 152 véhicules fermé ont été produites à partir de pièces provenant de Gaggenau et d’Argentine. La puissance de 44 kW était la même que celle du U 60, mais l’empattement n’était que de 2 205 mm.

## Motorisations
L’Unimog 421 était équipé de moteurs quatre cylindres en ligne à préchambre; Si l’on prend en compte les prototypes, quatre moteurs différents ont été utilisés au total. Cependant, les véhicules de série n’ont reçu que les moteurs OM 621, OM 615 et OM 616 du programme automobile de Daimler-Benz.
| Moteur | Cylindrée | Puissance                                                          | Période de fabrication          |
| ------ | --------- | ------------------------------------------------------------------ | ------------------------------- |
| OM 636 | 1 767 cm³ | 40 ch (29 kW) à 3 200 tr/min                                       | 1964–1965 (prototype seulement) |
| OM 621 | 1 988 cm³ | 40 ch (29 kW) à 3 000 tr/min                                       | 1966–1968                       |
| OM 615 | 2 197 cm³ | 45 ch (33 kW) à 3 000 tr/min                                       | 1968–1970                       |
| OM 616 | 2 404 cm³ | entre 52 ch (38 kW) à 3 000 tr/min et 60 ch (44 kW) à 3 500 tr/min | 1970–1989                       |

## Aperçu des Unimog 421
Vingt modèles différents d’Unimog 421 ont été fabriqués, dont quatre fabriqués par d’autres fabricants.

### Aperçu des modèles de Daimler-Benz
| Modèle  | Nom interne du modèle | Cabine  | Empattement | Puissance           | Chiffres de production | Remarques                    |
| ------- | --------------------- | ------- | ----------- | ------------------- | ---------------------- | ---------------------------- |
| 421.122 | U 40, U 45            | Ouverte | 2 250 mm    | 29 kW, 33 kW        | 2 647                  |                              |
| 421.123 | U 40, U 45            | Fermée  | 2 250 mm    | 29 kW, 33 kW        | 3 215                  |                              |
| 421.124 | U 52                  | Ouverte | 2 250 mm    | 38 kW               | 1 145                  |                              |
| 421.125 | U 52                  | Fermée  | 2 250 mm    | 38 kW               | 1 995                  |                              |
| 421.126 | U 60, U 600L          | Ouverte | 2 605 mm    | 44 kW               | 4                      | L’U 600L a une cabine double |
| 421.128 | U 60, U 600L          | Ouverte | 2 605 mm    | 44 kW               | 3 252                  | L’U 600L a une cabine double |
| 421.129 | U 60, U 600L          | Fermée  | 2 605 mm    | 44 kW               | 599                    | L’U 600L a une cabine double |
| 421.130 | U 40T, U 45T, U 55T   | Ouverte | –           | 29 kW, 33 kW, 40 kW | 6                      | Essieu avant motrice         |
| 421.131 | U 40T, U 45T, U 55T   | Fermée  | –           | 29 kW, 33 kW, 40 kW | 210                    | Essieu avant motrice         |
| 421.132 | U 60T, U 600T         | Ouverte | –           | 44 kW               | 35                     | Essieu avant motrice         |
| 421.133 | U 60T, U 600T         | Fermée  | –           | 44 kW               | 372                    | Essieu avant motrice         |
| 421.140 | U 52, U 600           | Ouverte | 2 250 mm    | 38 kW               | 1 805                  |                              |
| 421.141 | U 52, U 600           | Fermée  | 2 250 mm    | 38 kW               | 3 368                  |                              |
| 421.162 | U 60                  | Ouverte | 2 605 mm    | 44 kW               | 13                     |                              |
| 421.163 | U 60                  | Fermée  | 2 605 mm    | 44 kW               | 25                     |                              |
| 421.310 | U 421                 | Ouverte | 2 250 mm    | 41 kW               | 304                    |                              |

### Aperçu des modèles d’autres fabricants
Certains modèles d’Unimog 421 ont été fabriqués sous forme de jeux de pièces pour des véhicules spéciaux d’autres fabricants, par exemple par Uniknick pour l’exploitation forestière ou avec des chaînes par Unitrac.
| Modèle  | Fabricant                        | Nom du modèle         | Puissance moteur | Chiffres de production |
| ------- | -------------------------------- | --------------------- | ---------------- | ---------------------- |
| 421.160 | Hoes                             | Knickschlepper        |                  |                        |
| 421.164 | Werner Forst et Industrietechnik | Uniknick UK 52, UK 60 | 38 kW, 44 kW     | 75                     |
| 421.170 | Tractortecnic                    | Unitrac UT 45         | 38 kW            | 50                     |
| 421.172 | Trenkle                          | Tremo                 | 38 kW            | 250                    |

## Galerie

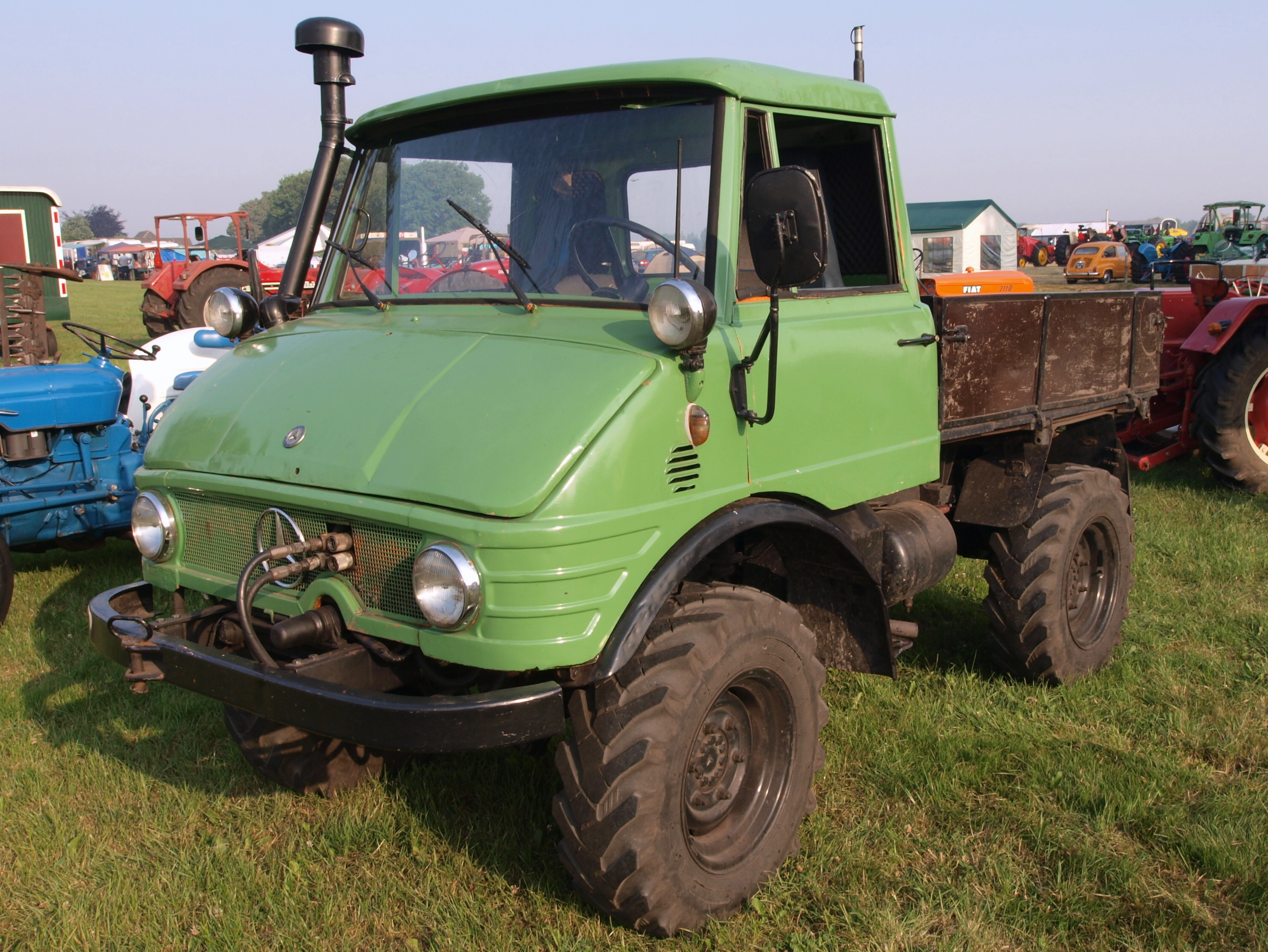
Unimog 421 avec cabine tout en acier et tuba
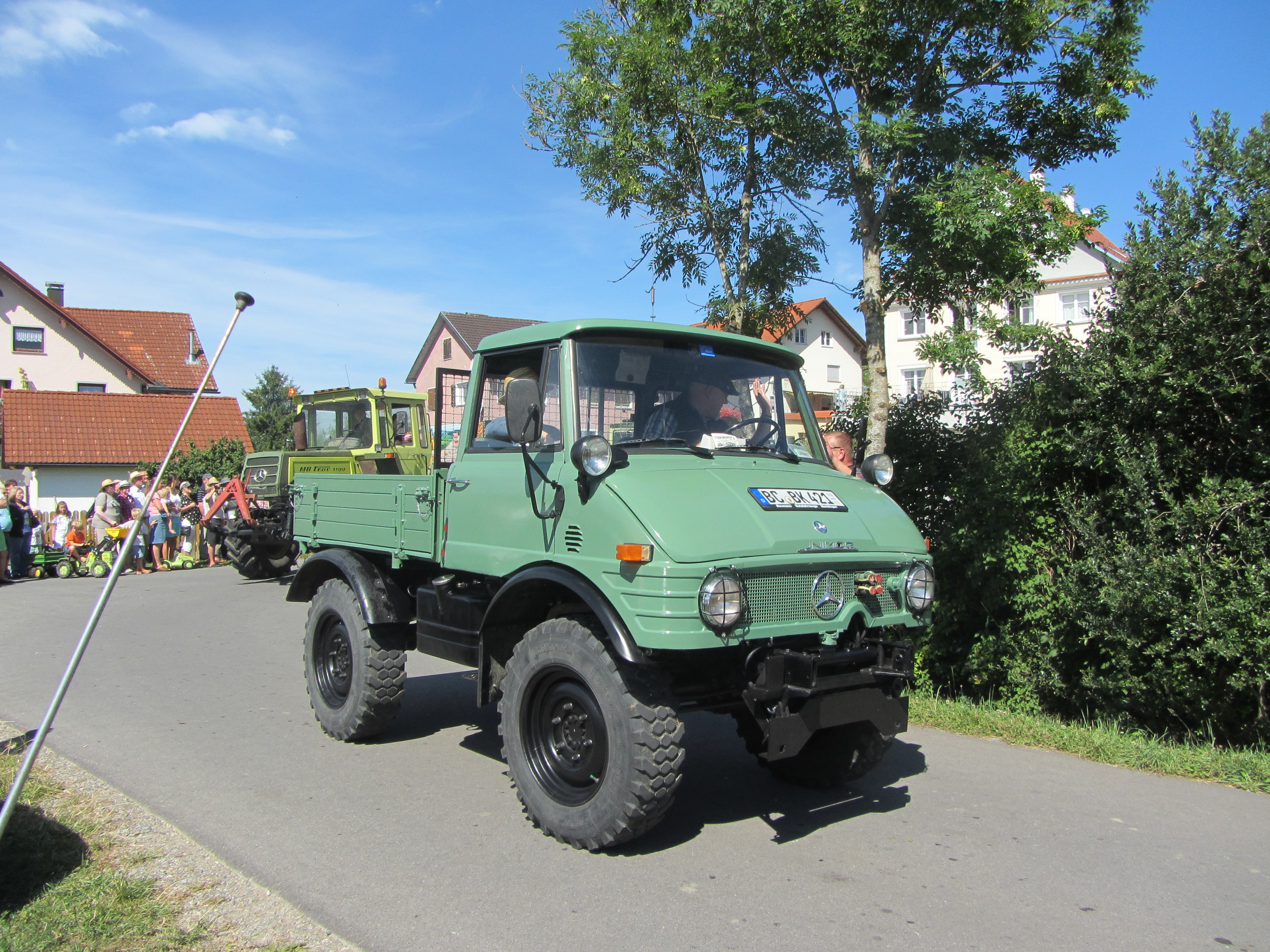
Unimog 421 avec cabine tout en acier
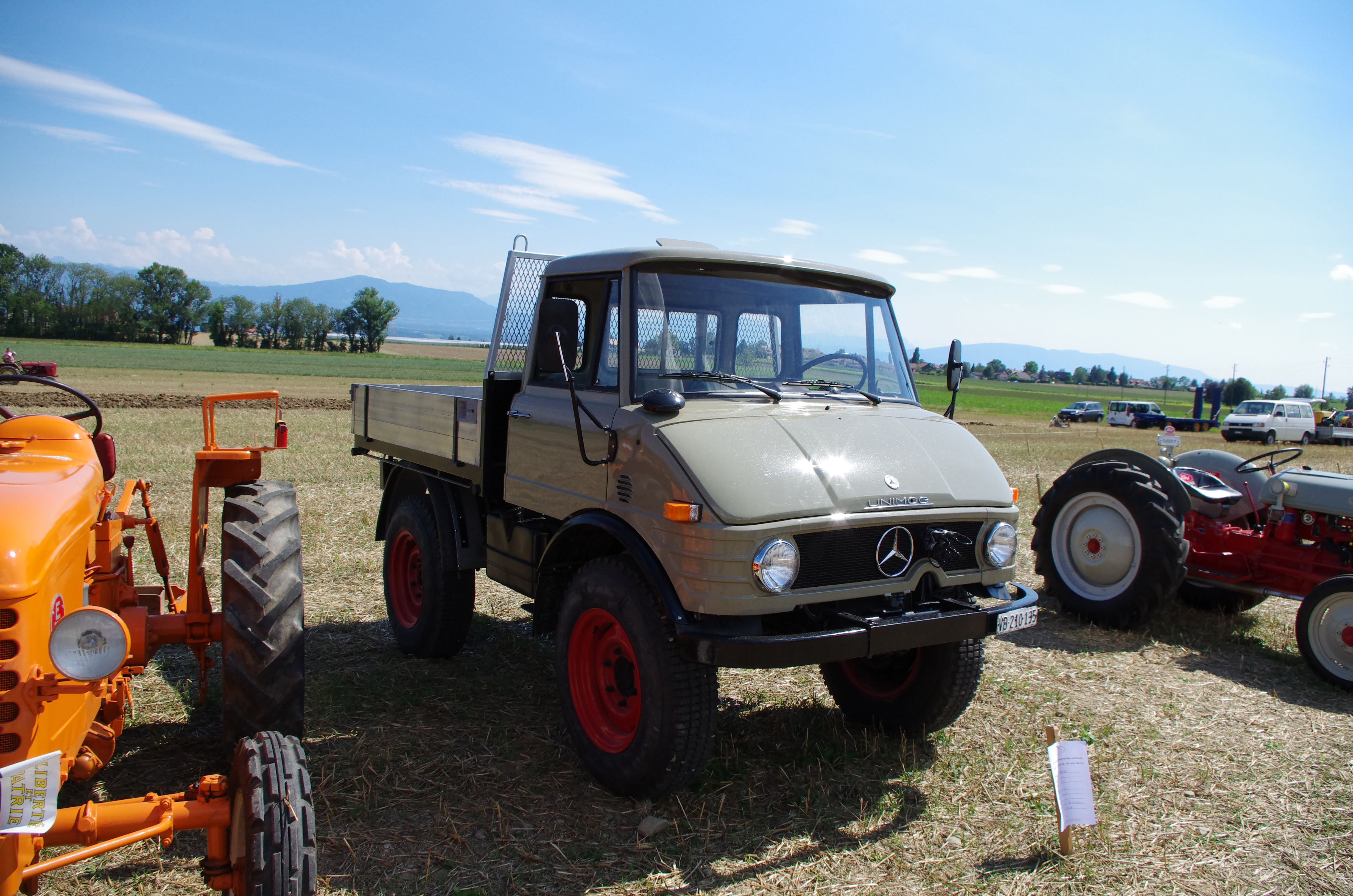
Unimog 421 mit cabine tout en acier, année 1971
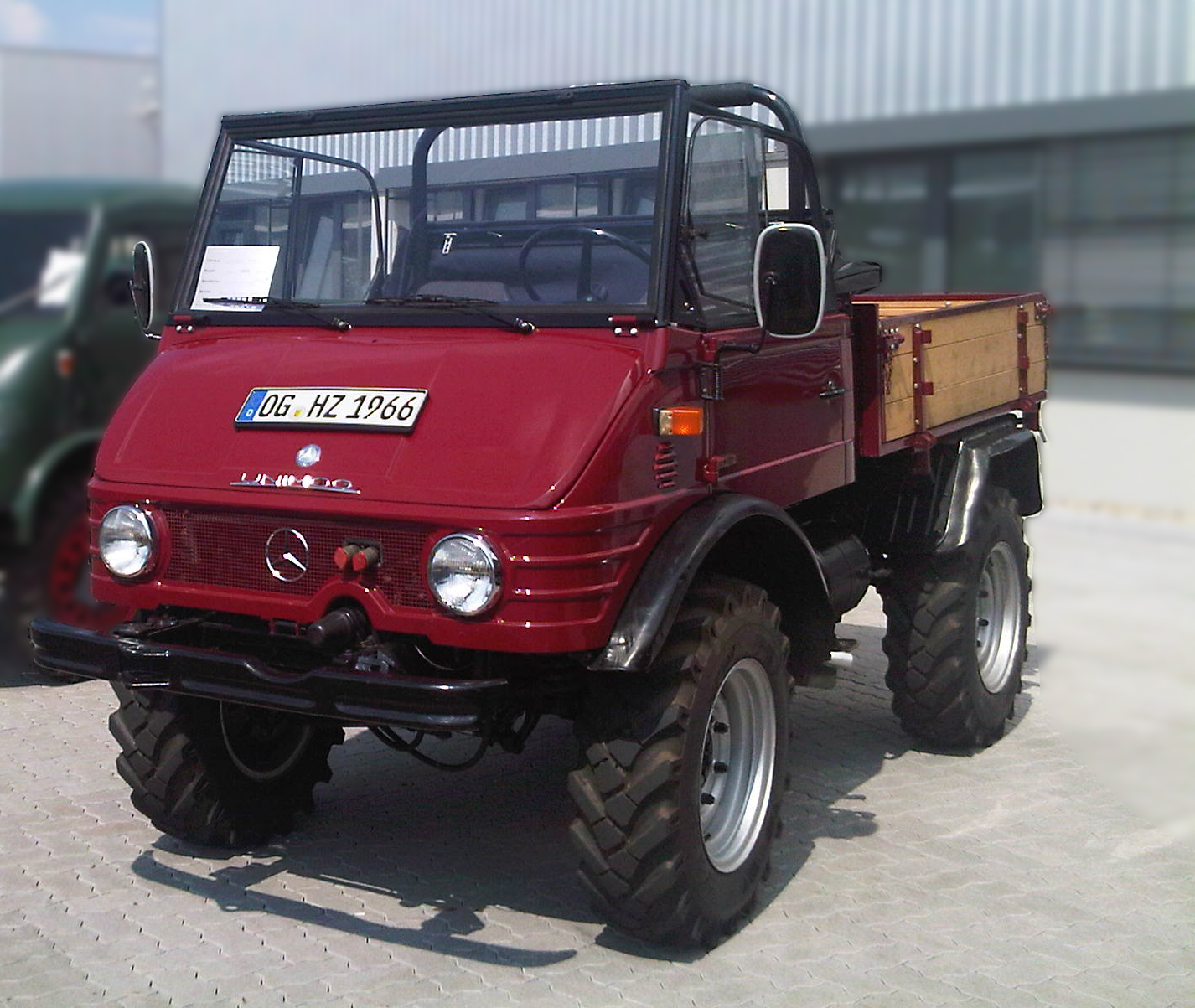
Unimog 421 cabriolet